# Jitter
Se denomina jitter, fluctuación del retardo o simplemente fluctuación a la variabilidad temporal durante el envío de señales digitales, una ligera desviación de la exactitud de la señal de reloj. El jitter suele considerarse como una señal de ruido no deseada. En general se denomina jitter a un cambio indeseado y abrupto de la propiedad de una señal. Esto puede afectar tanto a la amplitud como a la frecuencia y la situación de fase. El jitter es la primera consecuencia de un retraso de la señal. La representación espectral de las variaciones temporales se denomina ruido de fase.
En las telecomunicaciones también se denomina jitter a la variabilidad del tiempo de ejecución de los paquetes. Este efecto es especialmente molesto en aplicaciones multimedia en Internet como radio por Internet o telefonía IP, ya que provoca que algunos paquetes lleguen demasiado pronto o tarde para poder entregarlos a tiempo. El efecto puede reducirse con un búfer de jitter, un búfer de datos, pero a costa de un tiempo de ejecución mayor. Este efecto también es de importancia en los semiconductores de procesos. Informaciones críticas del proceso tienen que enviarse y recibirse en un tiempo determinado. Si el jitter es demasiado grande, no puede asegurarse que las informaciones críticas de proceso lleguen a tiempo.

## Evaluación

Tamaño medido del jitter.

Para evaluar el jitter en forma de valores de medida hay diferentes procedimientos. En el área del procesamiento digital de señales, como por ejemplo audio digital en el marco de AES3 o de señales digitales de video en el marco del Serial Digital Interface (SDI) se expresa el jitter temporal como un tamaño relativo Unit Interval (UI). Un UI corresponde a la duración de un símbolo. En el caso de una transmisión binaria esto es el tiempo para la transmisión de un bit, tal y como se muestra en la imagen contigua para una sucesión binaria a modo de ejemplo de «01001». Las transiciones entre dos bit diferentes consecutivos se muestran con un flanco limado en color azul claro. El jitter da lugar a que el transcurso ideal de la señal (representado por la línea azul oscura) varíe respecto al transcurso real de la señal en el área del flanco.
Un jitter considerable provoca una interferencia entre símbolos mayor y por consiguiente un ratio de error de bit mayor, que se representa con una reducción de la apertura horizontal en el diagrama de ojos. La desviación del momento ideal del flanco también puede ser expresado como un dato de tiempo absoluto junto a los datos relacionados con el ratio de símbolos en UI. Valores absolutos frecuentes como Aj o también de pico-a-pico tal y como se muestran en el diagrama, muestran en transmisiones digitales en serie en el área de megabit y gigabit valores de 100 fs (femtosegundos) hasta unos 100 ps (picosegundos). Para transmisiones más rápidas son, según el procedimiento, en ocasiones valores del jitter aceptables en el área de los microsegundos.
Las desviaciones, cuya representación espectral se denomina ruido de fase, se dividen en partes de jitter periódicos, determinista y casuales. Las partes periódicas se pueden describir en una oscilación básica, descrito en el diagrama con la duración de tiempo Tj, a partir de la cual se da la mayor desviación de tiempo. A ella se le solapan partes espectrales más altas con una amplitud menor y un jitter casual, el cual sopesarse con una intensidad diferente según el motivo.
La frecuencia de jitter fj de la oscilación básica se calcula así:
{\displaystyle f_{j}={\frac {1}{T_{j}}}}
Para la recepción de flujos de datos digitales y de la fijación temporal de los puntos de muestreo es necesario una señal que se autoajusta en el lado del receptor, la cual se da en diferentes firmas, como por ejemplo el lazo de seguimiento de fase. Aquellos lazos de regulación pueden equilibrar de forma directa partes espectrales del jitter que transcurren de forma lenta, es decir, de baja frecuencia, por medio de ajustes posteriores del oscilador local, mientras que las partes del jitter de alta frecuencia se suprimen por el comportamiento de paso profundo del filtro de lazo y así dar lugar a errores de los muestreos.
Por consiguiente, para la evaluación numérica es necesario dividir las partes del jitter espectrales en las diferentes partes espectrales y evaluarlas de forma independiente o bien según el procedimiento de transmisión fijar valores límite para las diferentes áreas de frecuencia.
Las denominaciones de las partes del jitter superiores no son homogéneas en los diferentes procedimientos de transmisión y en la literatura especializada. A modo de ejemplo en el caso de transmisiones de vídeo digitales (SDI) se conoce como «jitter» de tiempo a aquellas partes espectrales entre 10 Hz y 1 kHz (en el caso de SD-SDI, en el estándar SMPTE 259M) o bien entre 10 Hz y 100 kHz (HD-SDI, en el estándar SMPTE 292M). Estas partes del jitter se pueden equilibrar por regla general de forma directa a través de los lazos de regulación. A las partes espectrales superiores se les denomina «jitter» de alineamiento, dado que pueden causar de forma directa errores de muestreo y no ser compensados por lazos de regulación de fases.

## Algoritmos de Control de Jitter basados en PLL (Phase-Locked Loop)
Los bucles de enganche de fase (PLL) son sistemas de control que sincronizan la fase y frecuencia de una señal de salida con una señal de referencia. En el contexto de la reducción del jitter, los PLL ajustan continuamente la frecuencia de un oscilador controlado por voltaje (VCO) para mantener la coherencia temporal con la señal de entrada, compensando así las variaciones temporales no deseadas. 
Funcionamiento:
- Detección de fase: Compara la fase de la señal de entrada con la del VCO.
- Filtro de bucle: Suaviza la señal de error generada por la detección de fase.
- VCO: Ajusta su frecuencia en función de la señal filtrada para minimizar la diferencia de fase.

Este mecanismo permite que el sistema siga de cerca las variaciones de la señal de entrada, reduciendo efectivamente el jitter en aplicaciones como comunicaciones digitales y sistemas de transmisión de datos. 

## Algoritmos de Estimación de Tiempo de Paquetes
En redes de comunicación, las variaciones en el tiempo de llegada de los paquetes pueden introducir jitter, afectando la calidad del servicio. Los algoritmos de estimación de tiempo de paquetes analizan las marcas temporales de los paquetes entrantes para calcular la variación en los retardos y ajustar dinámicamente los buffers de recepción, compensando así las fluctuaciones temporales. 
Proceso:
- Registro de tiempos de llegada: Se monitorean las marcas temporales de los paquetes entrantes.
- Cálculo de variaciones: Se determina la diferencia entre los tiempos de llegada esperados y reales.
- Ajuste de buffers: Se modifican los buffers de recepción para sincronizar la reproducción de datos, minimizando el impacto del jitter.

Este enfoque es esencial en aplicaciones de voz sobre IP (VoIP) y transmisión de video en tiempo real, donde la sincronización precisa es crucial para mantener la calidad de la comunicación. 

## Algoritmos de Sincronización de Reloj Distribuido
En sistemas distribuidos, la falta de sincronización precisa entre los relojes de diferentes nodos puede generar jitter. Los algoritmos de sincronización de reloj, como el Protocolo de Tiempo de Precisión (PTP) y el Network Time Protocol (NTP), coordinan los relojes de los dispositivos en una red, asegurando que operen en un marco temporal común y reduciendo las discrepancias temporales. 
Mecanismos:
- Intercambio de mensajes temporales: Los nodos envían y reciben mensajes con marcas de tiempo para calcular las diferencias entre relojes.
- Ajuste de relojes locales: Cada nodo ajusta su reloj interno en función de las diferencias calculadas, alineándose con una referencia común.

Estos protocolos son fundamentales en redes donde la sincronización temporal es crítica, como en sistemas financieros, telecomunicaciones y aplicaciones industriales.

## Causas
Perdida de sincronización 
Por las diferentes rutas seguidas por los paquetes para llegar al destino
Congestión de red
Uno de los factores más comunes que genera JITTER es la congestión de la red, que ocurre cuando múltiples flujos de datos compiten por los mismos recursos de red, lo que provoca diferentes niveles de latencia para los paquetes transmitidos. Esta variabilidad en los tiempos de entrega afecta directamente la capacidad de sincronización de los nodos, ya que los mensajes pueden llegar fuera de tiempo. Esto genera desincronización entre los procesos distribuidos, lo que es especialmente problemático en sistemas que manejan grandes volúmenes de datos o requieren una coherencia temporal estricta, como las bases de datos distribuidas. La desincronización puede dar lugar a condiciones de carrera, bloqueos o conflictos en el acceso a recursos compartidos, lo que compromete la integridad de los datos y la eficiencia del sistema.
Las comunicaciones en tiempo real como VoIP son
especialmente sensibles al Jitter.
El Jitter y el ruido son desviaciones de una señal ˜
ideal. Pueden tener varias causas. La naturaleza física de
varias fuentes de ruido y fluctuaciones para un sistema de
comunicación se puede clasificar en dos clases principales: ´
intrínsecas y no intrínsecas

### Físicas
- Intrínsecas: Son causadas por el fenómeno de aleatoriedad dentro de los dispositivos  por los cuales pasa la señal, este efecto puede ser minimizado  mas no eliminado, un ejemplo de esto es el ruido térmico y el ruido de disparo.
- No intrínsecas: Son causadas por el diseño del sistema por el cual pasa la señal, pueden ser controladas con mejoras al diseño

### No físicas
Están relacionadas más con la congestión de la red, la pérdida de sincronización y rutas no óptimas que sigue el paquete.

## Tipos
El Jitter puede ser limitado o no limitado. El primero está relacionado con la frecuencia y magnitud de los eventos del sistema; por lo tanto, el jitter limitado es determinístico. Esto significa que al deshabilitarse la fuente se detendrá el jitter limitado también. El jitter limitado siempre tiene una magnitud limitada. La Interferencia Entre Símbolos (IES) es un ejemplo: las transiciones de señal originan interferencia en los canales vecinos, pero si las líneas de datos del origen están inactivas no ocurrirá interferencia alguna. Debido a la energía finita de los eventos del origen, el jitter resultante es también finito y siempre es atenuado. El jitter no limitado no depende de los eventos. Puede ser causado por los componentes del sistema o influencias externas.
El Jitter del sistema es causado por una variedad de fuentes, y puede ser aleatorio o determinístico. Este último significa que sus causas están estrechamente ligadas a los eventos del sistema. Tales causas pueden ser por ejemplo, interferencia con canales vecinos durante transiciones de nivel o pulsos de conmutación insuficientemente filtrados llevados sobre una fuente de alimentación conmutada en una red de corriente continua.
El jitter total de un sistema se refiere a la máxima desviación que puede ocurrir del tiempo esperado. Es la suma (o convolución) del jitter determinístico y el aleatorio. El jitter total se expresa típicamente como una medición de pico a pico en unidades de tiempo, como picosegundos (ps) o nanosegundos (ns). Por ejemplo, una red puede tener una especificación de jitter total de 100 ps, lo que significa que la desviación máxima del tiempo de llegada esperado es de 100 ps. El jitter aleatorio se refiere a la variación temporal que ocurre en los paquetes de datos o señales debido a fluctuaciones estadísticas impredecibles en el tiempo de llegada. El jitter aleatorio puede ser causado por varios factores, como la congestión de la red, los retardos en los routers y switches, los errores de transmisión, la interferencia electromagnética, entre otros.
El jitter determinístico se refiere a la variación temporal que ocurre en los paquetes de datos o señales debido a factores predecibles y controlables, como la deriva del reloj, la distorsión de la señal y el retardo de propagación. El jitter determinístico es uno de los dos componentes del jitter total, el otro es el jitter aleatorio.
El jitter determinístico se puede controlar y reducir mediante técnicas como la sincronización de relojes, el ajuste de la calidad de la señal y la corrección de errores. Algunas fuentes comunes de jitter determinístico son la conversión de señales digitales a analógicas, la señalización de red, la fluctuación de la energía eléctrica y la interferencia electromagnética.
El jitter se subdivide en diferentes tipos con la ayuda de modelos de jitter. En determinados sistemas de transmisión surgen las siguientes partes con diferentes ponderaciones:
- El jitter' determinista se divide en tres partes:
  - Partes periódicas del jitter. La causa son típicamente señales de ruido externas que se acoplan al sistema de transmisión.
  - Partes del jitter dependientes de los datos. Estas partes dependen de las consecuencias de los datos enviados y son provocadas por la interferencia entre símbolos.
  - Partes del jitter a partir de anchuras de los pulsos desiguales. La causa son diferentes inclinaciones de las flancos durante flanco de señal ascendente o descendente.
- Hay que diferenciar el jitter aleatorio de las partes del jitter determinista, que surge a raíz del ruido.

## Sistemas digitales de audio
Otro ejemplo de jitter son los errores que pueden surgir al convertir una señal analógica en una digital. Para el muestreo se utiliza un determinado periodo de oscilación, por ejemplo en el campo de las señales de audio es 22.67 µs con 44.1 kHz cuyos valores de amplitud se leen.
También en los sistemas de audio digital según la norma AES3 se divide el jitter según la distribución espectrales:
- «jitter» de interfaz de baja frecuencia, y
- «jitter» de muestreo de alta frecuencia.

El jitter de muestreo se produce en sistemas de audio digitales, entre otros, durante la conversión analógica-digital, implementadores asíncronos de ratio de muestreo y durante la conversión digital-analógica.

## Eljitteren redes inalámbricas MANET
Cuando se implementa una red inalámbrica ad hoc, debido a que todos los nodos participantes en la red desean transmitir mensajes de control, la sincronización no es deseable, pues ocasiona que la red colapse ya que todos los nodos envían y reciben al mismo tiempo. En esta circunstancia, el jitter es deseable, pues aun cuando la implementación de la red busque que cada nodo transmita en momentos distintos, con el paso del tiempo existiría una inevitable sincronización. Para eso algunos protocolos de enrutamiento añaden un valor aleatorio al que se denomina jitter, provocando que cada nodo deba esperar un tiempo aleatorio antes de volver a transmitir un mensaje de control, haciendo más improbable la sincronización.

## Definiciones matemáticas
Jitter periódico:
{\displaystyle J_{per}=T_{per}(1)-T_{0}}
Donde {\displaystyle T_{per}(1)} es el periodo de oscilación de la primera oscilación después del evento iniciador y {\displaystyle T_{0}} el periodo de oscilación ideal.
Jitter de ciclo a ciclo:
{\displaystyle J_{cc}=max(T_{per}(n)-T_{per}(n+1))}
Se averigua la desviación máxima de un periodo con respecto al siguiente.
Jitter acumulado
{\displaystyle J_{ac}(n)=T_{per}(n)-n\cdot T_{0}}
En el caso de un jitter acumulado, se relaciona el jitter con un evento iniciador (ej. un flanco ascendiente de una señal de reloj). Cuanto más lejos en el futuro esté la señal de reloj, mayor será el desplazamiento, cuando el jitter no está repartido de forma uniforme.